# Powiat Kamikawa (Ishikari)
Powiat Kamikawa (jap. 上川郡 (石狩国) Kamikawa-gun (Ishikari no kuni)) – powiat w Japonii, w prefekturze Hokkaido, w podprefekturze Kamikawa. W 2024 roku liczył 49 238 mieszkańców.

## Miejscowości
- Aibetsu
- Biei
- Higashikagura
- Higashikawa
- Kamikawa
- Pippu
- Takasu
- Tōma